# Hail the New Dawn
Hail the New Dawn is een album van Skrewdriver, de band van overleden zanger Ian Stuart Donaldson. Er staan 14 nummers op de cd, deze zijn allemaal gebonden aan de term White Power. De cd werd uitgebracht in 1984, het is de populairste plaat van Skrewdriver.
Nummers van Hail the New Dawn:
- Hail The New Dawn
- Our Pride Is Our Loyalty
- Before The Night Falls
- Justice
- Race & Nation
- Flying The Flag
- If There's A Riot
- Tomorrow Belongs To Me
- Europe Awake
- Soldier Of Freedom
- Skrew You
- Pennies From Heaven
- Power From Profit
- Free My Land

De Zweedse zangeres Saga heeft het titelnummer Hail The New Dawn gecoverd, zoals nog vele andere nummers van Skrewdriver.